# ۱۰۲۱ (خورشیدی)
۱۰۲۱ هزار و بیست و یکمین سال هجری خورشیدی است.

## رویدادها
- مرگ شاه صفی و آغاز پادشاهی شاه عباس دوم صفوی و تاجگذاری وی در اصفهان.

## درگذشتگان
- شاه صفی، از پادشاهان دودمان صفوی ایران